# Nuevo Antonio
Nuevo Antonio är en ort i Mexiko.   Den ligger i kommunen Venustiano Carranza och delstaten Chiapas, i den sydöstra delen av landet, 800 km öster om huvudstaden Mexico City. Nuevo Antonio ligger 786 meter över havet och antalet invånare är 144.
Terrängen runt Nuevo Antonio är kuperad åt nordost, men åt sydväst är den platt. Runt Nuevo Antonio är det ganska tätbefolkat, med 52 invånare per kvadratkilometer. Närmaste större samhälle är Venustiano Carranza, 8,1 km väster om Nuevo Antonio. Omgivningarna runt Nuevo Antonio är en mosaik av jordbruksmark och naturlig växtlighet.